# مهدیه الهی قمشه‌ای
مهدیه الهی قمشه‌ای (زادهٔ ۷ خرداد ۱۳۱۶ خورشیدی – درگذشتهٔ ۱۹ تیر ۱۳۹۵) شاعر، مولوی‌شناس و پژوهشگر ادبیات عرفانی بود.
وی به تحقیق در مثنوی مولوی و تحلیل و تفسیر ادبیات عرفانی و تطبیق آنها با موضوعات قرآنی می‌پرداخت و حدود ۶۰۰۰ بیت از ابیات مثنوی را از حفظ داشت،  ، و خود هم طبع شعری و ذوق ادبی داشته و «آتش» تخلص می‌کرد.

## استادان
وی از سن کودکی در خدمت پدر خود مهدی الهی قمشه‌ای، به شعر و ادب علاقه‌مند شده و شعر می‌خوانده و با مثنوی الاطفال آشنا شده‌است.
از استادان وی علاوه بر پدر از: «جلال همایی»، «شهابی»، «صدرالدین محلاتی»،  و «محمدتقی جعفری» می‌توان نام برد.

## خانواده
وی دختر بزرگ مهدی الهی قمشه‌ای است.
حسین الهی قمشه‌ای، نظام‌الدین الهی قمشه‌ای، کمال‌الدین الهی قمشه‌ای و مرتضی الهی قمشه‌ای برادران او هستند.
افشین علا داماد اوست.

## آثار
- بهار عشق: منتخب اشعار، نشر: خط زرین (۱۳۸۷)
- معبد عشق، مجموعه اشعار، تألیف: مهدیه الهی قمشه‌ای، نشر: علم (۱۳۸۲)اطلاعات(۱۳۹۶)[۲] .
- کربلا وادی عشق، سروده: مهدی الهی قمشه‌ای، باز سرایی: مهدیه الهی قمشه‌ای، نشر: فاران (۱۳۸۸).[۳]
- «زندگینامه،خاطرات و خلاصه دیوان حکیم مهدی الهی قمشه ای»،نشر : اطلاعات [۴]
- مطرب عشق :منتخب اشعار،نشر:خط سوم (۱۳۹۳)
- سیری در گلزار مثنوی:شرح حکایت های مثنوی معنوی،ناشر :آستان قدس رضوی(۱۳۹۴)

## بیماری و درگذشت
مهدیه الهی قمشه‌ای که از ۲۲ خرداد ۱۳۹۵ به دلیل مشکلات تنفسی و عفونت ریه در بیمارستان آتیه بستری شده بود، عصر روز شنبه ۱۹ تیر ۱۳۹۵ در سن ۷۹ سالگی درگذشت.
پیکر او، روز دوشنبه ۲۱ تیر ۱۳۹۵ از مقابل تالار وحدت تشییع شد و برای خاکسپاری به آرامستان توک مزرعه(ترک مزرعه) در لواسان منتقل شد.
در ایام بیماری اخیر وی، در دیداری که افشین علا (دامادش) داشته سید علی خامنه‌ای برای سلامتی او دعا کرده بود.
برادر وی حسین الهی قمشه‌ای در مراسم درگذشت خواهرش با اشاره به دوستی و انسی که با وی داشته اظهار داشت: «فراق او برای من غیرقابل تحمل است.»
بسیاری از اهالی فرهنگ و سیاست از جمله افشین علا، ساعد باقری، سهیل محمودی، رضا رفیع، فاطمه راکعی، حسام‌الدین سراج، عثمان محمدپرست (خوافی) استاد دوتار نوازی خراسان، عبدالجبار کاکایی، عبدالحسین مختاباد، محمود عزیزی، ناصر فیض، احمد مسجد جامعی، صالحی و سید محمود دعایی (دعایی بر وی نماز خواند) در مراسم درگذشت وی شرکت کردند.
سید علی خامنه‌ای رهبر جمهوری اسلامی ایران، در پیامی درگذشت وی را با عنوان «بانوی ادیب و فاضل و پژوهشگر» تسلیت گفت. همچنین اکبر هاشمی رفسنجانی، رئیس‌جمهور وقت حسن روحانی و معاون اول وی اسحاق جهانگیری، (وزیر بهداشت)، علی جنتی وزیر فرهنگ و ارشاد اسلامی و معاون قرآن و عترت وی، محمدرضا عارف، دکتر میرزاده رئیس دانشگاه آزاد اسلامی، با عنوان «بانوی فاضله مومنه»، «عارف قرآن‌پژوه» تسلیت گفتند.

## نمونه شعر
| ما ساکنان معبد عشقیم  |  | آن جا ز کفر و دین خبری نیست |
| مقصد اگر حریم تو باشد |  | بر هیچ فرقه بسته دری نیست   |